# María José Barraza
María José Barraza Gómez (Cartagena de Indias, 13 de julio de 1970) es una periodista, modelo, empresaria y presentadora de televisión colombiana. Es reconocida por animar el Concurso Nacional de Belleza.

## Biografía
María José Barraza nació en Cartagena en 1970. Estudió administración de empresas de Saint Michael’s College en Vermont. En 1991 participó en el concurso de Señorita Colombia como Señorita Bolívar en donde es elegida tercera princesa y Señorita Silueta. En 1992 viajó a España en donde fue coronada como Reina Mundial del Turismo lo que la llevó a viajar a distintas ferias internacionales como las de Berlín y París. Ese mismo año se vinculó con la revista Cromos como columnista y colaboradora para el cubrimiento especial del MiniCromos y comenzó su carrera en la radiodifusión en Caracol Radio. En 1994 viajó a Chile para ser presentadora junto a Antonio Vodanovic del Festival de Viña del Mar. En 1997 dirigió y presentó su propio programa “¿Qué tiene María José?” en el que viajó por distintos países y entrevistó a personalidades como Julio Iglesias, Ricky Martin, Enrique Iglesias, Emilio Estefan, Chayanne, Ricardo Arjona, Paloma San Basilio, Shakira, Rosario Flores y Armando Manzanero, entre otros.
Es hermana de Juan Manuel Barraza empresario.
En 1996 participó junto a Lorenzo Lamas en la coproducción Italo-española “La carne y el Diablo”. Presentó para RCN Televisión el Especial de Reinas del 2002. Comenzó su carrera en la televisión como presentadora del programa Magazín Caracol durante siete años. Para esa misma fecha trabajó para el Noticiero Nacional como presentadora de los informes del Reinado Nacional de la Belleza desde Cartagena. En el 2000 empezó a trabajar en Noticias Caracol en la sección “Los Secretos de María José”. Fue también presentadora de los especiales para Caracol de “Misterios y Escándalos”.En el 2002 fue conductora de los Premios TV y Novelas y trabajó en el programa matutino “Día a Día” de Caracol Televisión. En el ámbito internacional fue corresponsal para Telemundo y presentadora invitada del programa matutino de la cadena norteamericana. En el 2005 presentó el concurso Señorita Colombia para RCN Televisión. 
En 2004 se vincula como directora de medios de BeLive. Un evento benéfico que reúne a las seis principales fundaciones colombianas basadas en Estados Unidos como las de Juanes (Mi Sangre) y Juan Pablo Montoya (Formula Sonrisas) y que se realiza anualmente en la ciudad de Miami y convoca a los principales medios latinoamericanos. En el 2006 regresa a Caracol para hacer la transmisión especial de Miss Universo. En el 2007 fue la presentadora oficial de Congreso de la Lengua Española en donde se le rindió homenaje al Nobel colombiano Gabriel García Márquez.
A partir del 2009 hasta 2010 fue presentadora invitada al programa Escándalo TV de la cadena TeleFutura (Univision). En 2011 regresa a Colombia para ser la presentadora de Millones por montones, el primer programa concurso en la historia de Colombia en entregar mil millones de pesos todos los días a los participantes. En 2013 se une a la familia de Despierta América de Univisión, cadena líder en los Estados Unidos, como especialista de moda y belleza. En septiembre del 2013 se incorpora al equipo del canal ¡Hola! TV (señal pan-regional de la Revista Hola y Antena 3 de España) como presentadora del programa estelar “Mundo Hola”. Ha trabajado en múltiples campañas de publicidad siendo la imagen de Avianca, Brisa, Johnson & Johnson, Bellsouth, Club Med, Schwarzkopf y Versace, entre otros.

## Reconocimientos
Entre los reconocimientos que ha recibido se encuentran el haber sido elegida por la revista Jet-Set como uno de los 100 personajes más importantes de Colombia. La revista TV y Novelas en varias ocasiones la reconoció como una de las mujeres más bellas del país. También la revista Cromos la destacó como la sonrisa de Colombia y una de las mujeres más elegantes del país.